# Zdeněk Bažant
Zdeněk P. Bažant (* 10. prosince 1937) je profesor stavebního a ekologického inženýrství, strojního inženýrství a materiálových věd na Robert R. McCormick School of Engineering a Applied Science, Northwestern University. Je vnukem Zdeňka Bažanta – bývalého rektora ČVUT.

## Život
Zdeněk Pavel Bažant se narodil v Praze jako syn profesora geotechniky na ČVUT Zdeňka Bažanta a doktorky sociologie a vnuk profesora mechaniky, bývalého rektora ČVUT Zdeňka Bažanta. Studoval stavební inženýrství na ČVUT a studium ukončil s nejlepším prospěchem v ročníku a červeným diplomem v roce 1960, kdy získal titul inženýra. Poté pracoval jako mostní inženýr pro státní projekční firmu Dopravoprojekt v Praze a zároveň působil jako vědecký aspirant v Československé akademii věd, kde roku 1963 získal hodnost kandidáta věd. Ve své dizertační práci se zabýval teorií dotvarování betonu a vyvinul novou metodu pro analýzu trhlin v betonových konstrukcích. Získal také diplom v teoretické fyzice na Karlově univerzitě v roce 1966 a následujícího roku se habilitoval v oboru betonových konstrukcí na ČVUT.
V roce 1966 absolvoval vědeckou stáž ve francouzském Centre Experimental de Recherches et d’Études du Bâtiment et des Travaux Publics a pokračoval studiem University of Toronto a University of California v Berkeley. Po okupaci Československa v srpnu 1968 se rozhodl zůstat ve Spojených státech a roku 1969 nastoupil na Northwestern University v Evanstonu, Illinois, jako docent (Associate Professor) stavebního inženýrství. Roku 1973 se stal řádným profesorem a na této univerzitě působí dodnes. V letech 1981 až 1987 působil jako ředitel výzkumného centra "Center for Concrete and Geomaterials" při Northwestern University a později získal čestné profesorské pozice s označením Walter P. Murphy Professor (1990) a McCormick Institute Professor (2002). Je ženatý a má dvě děti. Syn Martin Z. Bazant je profesorem chemického inženýrství a matematiky na Massachusetts Institute of Technology.

## Dílo
Zdeněk P. Bažant je obecně uznáván jako jedna z vůdčích světových osobností v oblasti mechaniky pevných a poddajných těles a prostředí. Publikoval více než 530 recenzovaných článků v odborných časopisech (stav v březnu 2014) a je autorem šesti knih. Byl v roce 2013 jedním z 250 nejcitovanějších světových autorů ve všech inženýrských vědách. Byl zvolen členem tří amerických akademií - National Academy of Engineering v roce 1996, National Academy of Sciences v roce 2002 a American Academy of Arts and Sciences v roce 2008 - a také národních akademií v Rakousku, Itálii, Španělsku a České republice.
Od roku 1971 je registrovaným statikem (Registered Structural Engineer) ve státě Illinois. Školil více než 60 doktorandů a získal sedm čestných doktorátů (ČVUT 1991, TU Karlsruhe 1997, CU Boulder 2000, Politecnico di Milano 2001, INSA Lyon 2004, TU Vienna 2005 a Ohio State 2011). Je bývalým prezidentem Society of Engineering Science (SES) a zakládajícím prezidentem společností IA-FraMCoS a IA-ConCreep a bývalým šéfredaktorem odborného časopisu ASCE Journal of Engineering Mechanics.
Vytvořil například model B3, který popisuje dotvarování a smršťování betonu.

## Analýza kolapsu WTC
Do veřejného povědomí vstoupil tím, že krátce po útoku na Světové obchodní centrum provedl jednoduchou analýzu kolapsu WTC 1 a 2 (dvojčat), kterou později doplnil o komplexní analýzu mechanismu postupného kolapsu budovy.
Podle prof. Bažanta vedl ke kolapsu budov čtyřbodový scénář:
1. Přerušené a výrazně deformované sloupy v místě nárazu letounu nemohly dále přenášet tlak, což vedlo k vysokému zatížení ostatních nosných prvků.
2. Protože z mnoha nosných konstrukčních ocelových prvků byla stržena izolace, hořící tryskové palivo zahřálo zbývající sloupy až na 600 °C, což způsobuje až 85% ztrátu pevnosti.
3. Kombinace tepla a tlaku změnila i viskózní a plastické vlastnosti ve zbývajících nosnících. To, a tepelná roztažnost, způsobená podlahovými prohnutími nosníků, vtáhla obvodové sloupy dovnitř. Tyto faktory spolu s deformací některých sloupů v důsledku dopadu letadla způsobily mnohaposchoďové vybočení vnějšího rámu stěny.
4. V důsledku vybočení vnějšího rámu spadly horní části věže o výšku jednoho patra. Kinetická energie padající horní části překročila řádově energii, kterou by mohla absorbovat podlaha níže, což vyvolalo postupné zhroucení.

## Ocenění
Byla mu udělena řada medailí a cen – mezi nejvýznamnější patří Timoshenko, Nadai & Warner Medals of American Society of Mechanical Engineers (ASME); von Karman, Newmark, Biot and Croes Medals, Huber, Lifetime Achievement a TY Lin Awards of American Society of Civil Engineers (ASCE); Prager Medal of Society of Engineering Science (SES). Je také čestným členem American Society of Civil Engineers (ASCE), American Society of Mechanical Engineers (ASME) a American Concrete Institute (ACI).

## Knižní publikace
- Bažant, Zdeněk P. (1966). Creep of Concrete in Structural Analysis. Prague: State Publishers of Technical Literature (SNTL).
- Bažant, Zdeněk P.; Luigi Cedolin (1991). Stability of Structures: Elastic, Inelastic, Fracture and Damage Theories. New York: Oxford University Press. pp. 1011 pages. ISBN 0-486-42568-1.
- Bažant, Zdeněk P.; Maurice F. Kaplan (1996). Concrete at High Temperatures: Material Properties and Mathematical Models. London: Longman (Addison-Wesley). pp. 412 pages. ISBN 0-582-08626-4.
- Bažant, Zdeněk P.; Jaime Planas (1998). Fracture and Size Effect in Concrete and Other Quasibrittle Materials. Boca Raton and London: CRC Press. pp. 616 pages. ISBN 0-8493-8284-X.
- Jirásek, Milan; Zdeněk P. Bažant (2002). Inelastic Analysis of Structures. London and New York: J. Wiley & Sons. pp. 735 pages.
- Bažant, Zdeněk P. (2002). Scaling of Structural Strength. London: Hermes Penton Science. ISBN 1-56032-984-X.